# Hokkaidō
Hokkaido (北海道;?   —literalmente, «circuito del mar del Norte» ( escuchar)—; en ainu, Aynu Mosir, «Tierra de hombres»), conocida hasta 1868 como Ezo (蝦夷?) o Yezo, es la segunda isla más grande de Japón. El estrecho de Tsugaru la separa de la gran isla de Honshu, aunque permanecen unidas a través del túnel Seikan. Su capital y mayor ciudad es Sapporo.
Hokkaido ha estado habitado por el pueblo ainu desde tiempos inmemoriales. Muchos lugares en Hokkaido tienen su nombre original en idioma ainu.

## Resumen

### Hokkaido como isla
La isla principal de Hokkaidō cuenta con un área de 77 983.90 km² y su punto más alto es de 2291 m. Junto con las islas Honshu, Shikoku y Kyushu, comprende las cuatro islas más importantes del archipiélago japonés. Hokkaido es la segunda isla más grande del país —después de Honshu— y la vigésimo primera del mundo (menor que Irlanda y mayor que La Española).
En general, durante el período Edo, la isla de Hokkaido se llamaba Ezo-chi (蝦夷地?) (también Estados del Norte) e incluía las islas Kuriles y la isla de Sajalín. En 1869, en el antiguo Japón, Ezo-chi se renombró como Hokkaido siguiendo como ejemplo la división administrativa de Gokishichidō (五畿七道?   , literalmente, «cinco provincias y siete circuitos») incluida en el Ritsuryōsei.

### Hokkaidō como prefectura
La prefectura de Hokkaidō está formada por la isla principal junto con las islas Rishiri, Rebun, Okushiri, Teuri, Yagishiri, Oshima Ōshima y Oshima Kojima, entre otras pequeñas islas. La prefectura por sí sola comprende la región de Hokkaido.
Con una población de 5 348 102 habitantes en marzo de 2017, es la octava prefectura más poblada y con un área total de 83 456,75 km² la más grande del país. Así, Hokkaido ocupa el 22,9 % del territorio de Japón.
Hokkaido tiene 179 municipios (35 ciudades, 129 pueblos y 15 villas) y 74 distritos. Además de los Territorios del Norte (6 distritos que incluyen 5 villas) que mantiene en disputa con Rusia.

## Administración

### Subprefecturas
Hokkaido es una de las 8 prefecturas en Japón que están divididas a su vez en subprefecturas (las otras son Tokio, Yamagata, Nagasaki, Okinawa, Kagoshima, Miyazaki y Shimane). Esto se debe a su gran tamaño: muchas de las partes de la prefectura simplemente están muy lejos para ser administradas por Sapporo. Las oficinas de subprefectura de Hokkaido cargan con muchas más tareas que las del resto de Japón. Antes de las divisiones políticas actuales y después de 1869, Hokkaido estaba dividida en provincias.

### Ciudades y poblados

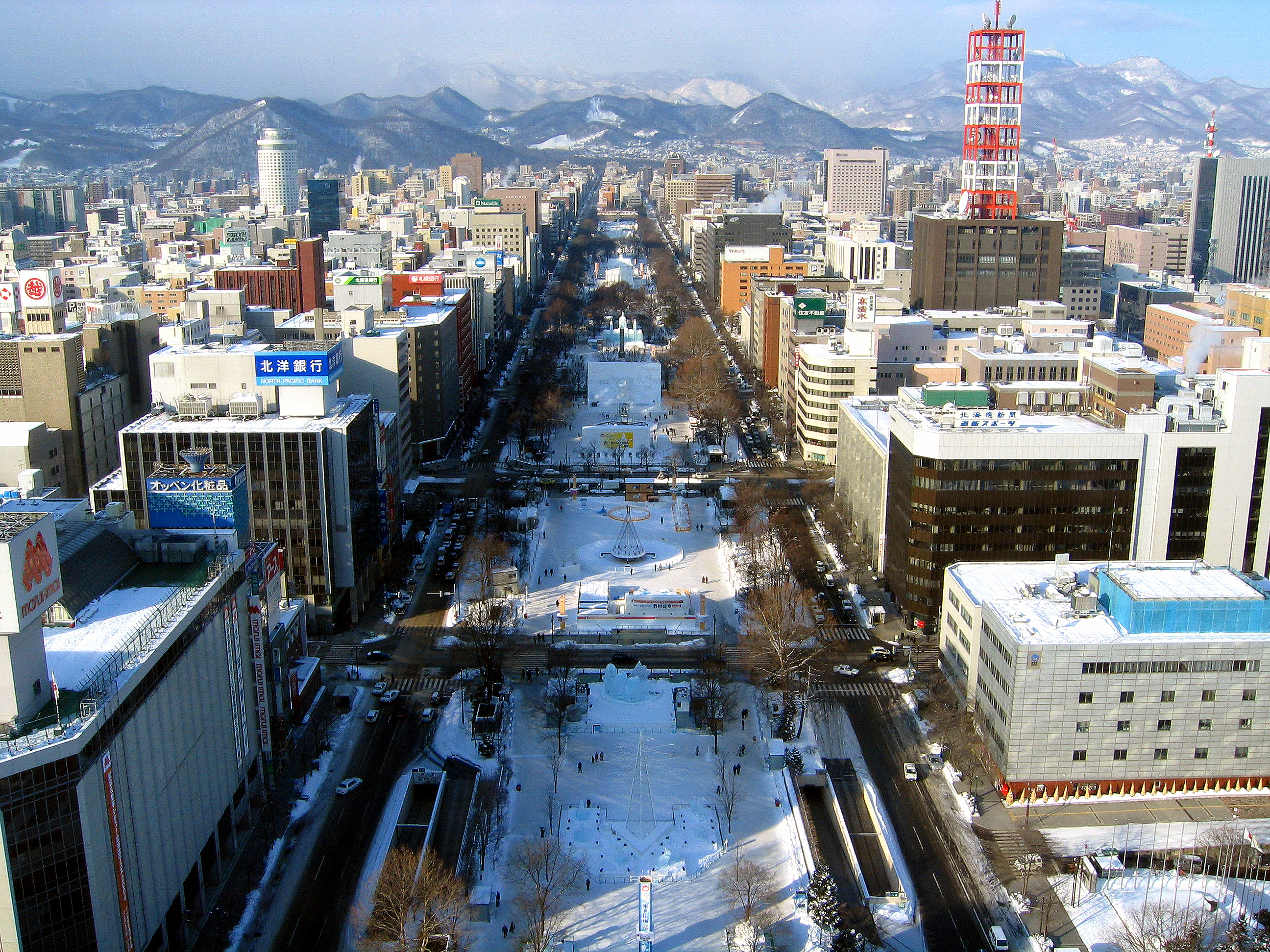
Vista de la ciudad de Sapporo, la capital de Hokkaidō

La ciudad más grande de Hokkaido es su capital, Sapporo. Otras ciudades de gran envergadura son Hakodate al sur y Asahikawa en la región central. Otros centros de importancia en población incluyen a Kushiro, Obihiro, Abashiri y Nemuro.
Hokkaido cuenta con el grado más alto de despoblación de Japón. En el año 2000, 152 de las 212 municipalidades (71,7 %) se habían reducido. El total de municipalidades que se redujeron en Japón ese mismo año fue de 1171.
| SorachiIshikariIburi ShiribeshiHidakaOshima HiyamaKamikawaRumoi SōyaOkhotskTokachi KushiroNemuro (en disputa) |

| Subprefectura                                                                         | Japonés              | Capital   | Mayor ciudad | Pob. (2009) | Área (km²) | Municipios | Municipios | Municipios |
| Subprefectura                                                                         | Japonés              | Capital   | Mayor ciudad | Pob. (2009) | Área (km²) | Ciudades   | Pueblos    | Villas     |
| ------------------------------------------------------------------------------------- | -------------------- | --------- | ------------ | ----------- | ---------- | ---------- | ---------- | ---------- |
| Sorachi                                                                               | 空知総合振興局       | Iwamizawa | Iwamizawa    | 338 485     | 5791.19    | 10         | 14         | 0          |
| Ishikari                                                                              | 石狩振興局           | Sapporo   | Sapporo      | 2 324 878   | 3539.86    | 6          | 1          | 1          |
| Shiribeshi                                                                            | 後志総合振興局       | Kutchan   | Otaru        | 234 984     | 4305.83    | 1          | 13         | 6          |
| Iburi                                                                                 | 胆振総合振興局       | Muroran   | Tomakomai    | 419 115     | 3698.00    | 4          | 7          | 0          |
| Hidaka                                                                                | 日高振興局           | Urakawa   | Shinhidaka   | 76 084      | 4811.97    | 0          | 7          | 0          |
| Oshima                                                                                | 渡島総合振興局       | Hakodate  | Hakodate     | 433 475     | 3936.46    | 2          | 9          | 0          |
| Hiyama                                                                                | 檜山振興局           | Esashi    | Setana       | 43 210      | 2629.94    | 0          | 7          | 0          |
| Kamikawa                                                                              | 上川総合振興局       | Asahikawa | Asahikawa    | 527 575     | 10 619.20  | 4          | 17         | 3          |
| Rumoi                                                                                 | 留萌振興局           | Rumoi     | Rumoi        | 53 916      | 3445.75    | 1          | 6          | 1          |
| Sōya                                                                                  | 宗谷総合振興局       | Wakkanai  | Wakkanai     | 71 423      | 4 625.09   | 1          | 8          | 1          |
| Okhotsk                                                                               | オホーツク総合振興局 | Abashiri  | Kitami       | 309 487     | 10 690.62  | 3          | 14         | 1          |
| Tokachi                                                                               | 十勝総合振興局       | Obihiro   | Obihiro      | 353 291     | 10 831.24  | 1          | 16         | 2          |
| Kushiro                                                                               | 釧路総合振興局       | Kushiro   | Kushiro      | 252 571     | 5997.38    | 1          | 6          | 1          |
| Nemuro                                                                                | 根室振興局           | Nemuro    | Nemuro       | 84 035      | 3406.23    | 1          | 4          | 0          |
| Japón reclama la parte sur de las islas Kuriles, actualmente administradas por Rusia. |                      |           |              |             |            |            |            |            |

## Historia
La isla y prefectura de Hokkaido fue habitada por los pueblos ainu, Nivkh y Orok en el pasado. El Nihon Shoki, concluido en el año 720 d. C., se considera a menudo como la primera mención de Hokkaido en la historia registrada. Según el relato, Abe no Hirafu condujo un numeroso ejército por tierra y mar hacia las zonas septentrionales de Japón entre los años 658-660 y entró en contacto con los pueblos Mishihase y Emishi. Uno de los lugares a los que Hirafu llegó fue la conocida como Watarishima (渡島), zona que a menudo se interpreta que es el Hokkaido actual. Sin embargo, existen diversas teorías en relación con los detalles del suceso, incluida la localización real de Watarishima y la creencia extendida de que los Emishi de Watarishima eran los antepasados del actual pueblo ainu.

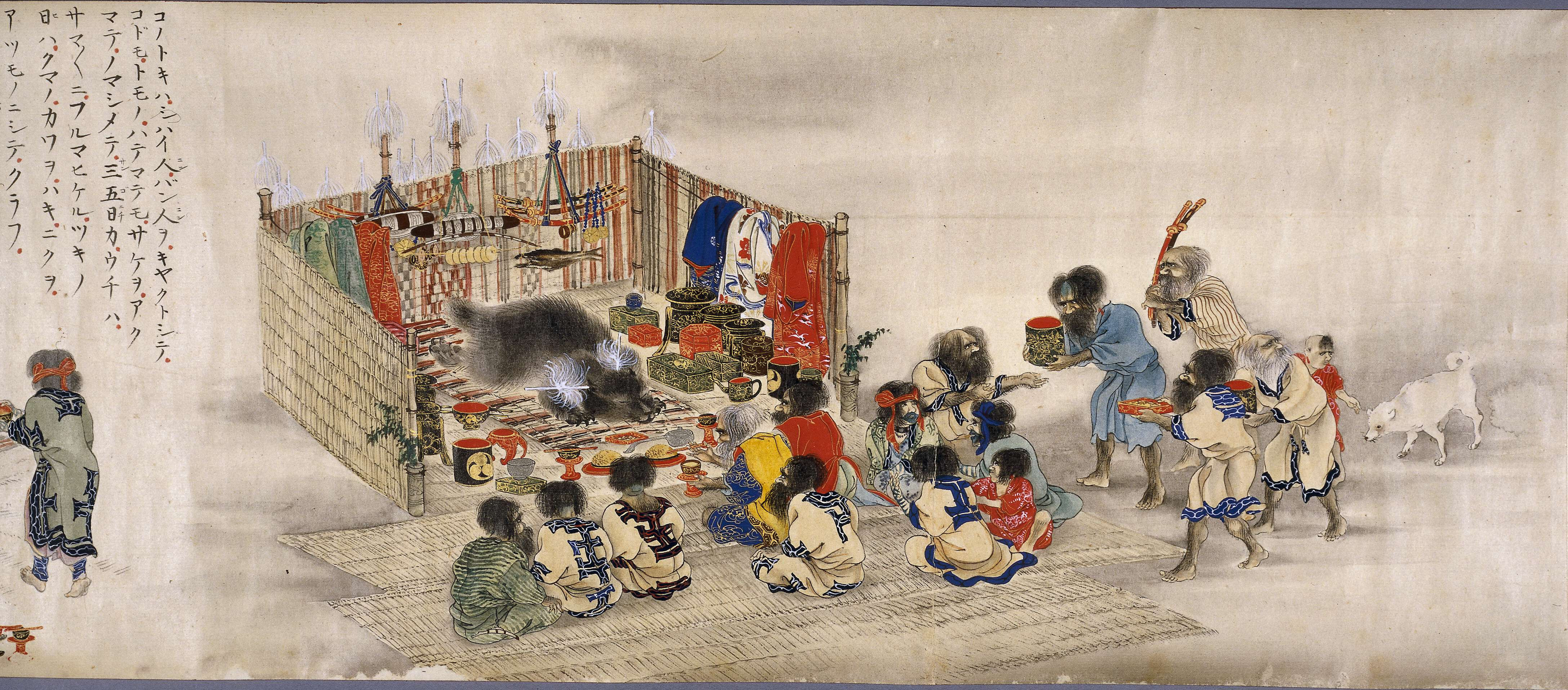
Ceremonia Iomante de los ainu con un oso.

Durante los períodos Nara y Heian (710-1185), los habitantes de Hokkaido comerciaron con la provincia de Dewa, un puesto avanzado del gobierno central japonés. Desde la Edad Media, la gente de Hokkaido comenzó a ser denominada Ezo. Anteriormente, Hokkaido se llamaba Ezochi (蝦夷地, tierra de los Ezo) o Ezogashima (蝦夷ヶ島, isla de los Ezo). Los Ezo se sustentaban principalmente de la caza y la pesca y obtenían arroz y metal por medio del comercio con los japoneses.
Durante el período Muromachi (1336-1573), los japoneses crearon un asentamiento en el sur de la península de Oshima. Dado que mucha población se trasladó al asentamiento para evitar batallas, surgieron disputas entre los japoneses y los ainu. Las disputas se convirtieron con el tiempo en guerra. Takeda Nobuhiro acabó con la vida del líder ainu, Koshamain, y derrotó a los oponentes en 1457. Los descendientes de Nobuhiro se convirtieron en gobernantes del Matsumae-han, al que se le concedieron derechos de comercio exclusivos con los ainu en los períodos Azuchi-Momoyama y Edo (1568-1868). La economía de la familia Matsumae se basaba en el comercio con los ainu. Mantuvieron su autoridad en el sur de Ezochi hasta el final del período Edo en 1868.
El mandato del clan Matsumae sobre los ainu debe ser entendido en el contexto del expansionismo del estado feudal japonés. Los líderes militares medievales del norte de la isla de Honshu (Fujiwara, clan Akita) mantuvieron tenues lazos culturales y políticos con la corte imperial y sus representantes, el shogunato de Kamakura y el de Ashikaga. Los caudillos feudales se situaban a sí mismos a menudo en el orden institucional medieval, adquiriendo títulos relacionados con el shogunato, si bien en otros tiempos asumían títulos que parecían otorgarles una identidad no japonesa. De hecho, muchos de los hombres poderosos feudales descendían de los líderes militares Emishi que habían sido asimilados en la sociedad japonesa. El clan Matsumae descendía de Yamato, como otros grupos étnicos japoneses, mientras que los Emishi del norte de Honshu era un grupo distintivo relacionado con los ainu. Los Emishi fueron conquistados e integrados en el estado japonés alrededor del siglo XVIII, y como resultado comenzaron a perder su cultura e identidad propias según menguaban en número y pasaban a ser minorías. En el tiempo en que gobernó el clan Matsumae sobre los ainu la mayoría de los Emishi estaban más mezclados étnica y físicamente con los japoneses que con los ainu. Esto se entrelaza mejor con la teoría de la "transformación" de que los pueblos Jomon nativos cambiaron gradualmente con la infusión de inmigrantes Yayoi en Tohoku más que con la teoría del "reemplazo", que plantea que el pueblo (Jomon) fue directamente sustituido por otro (Yayoi).

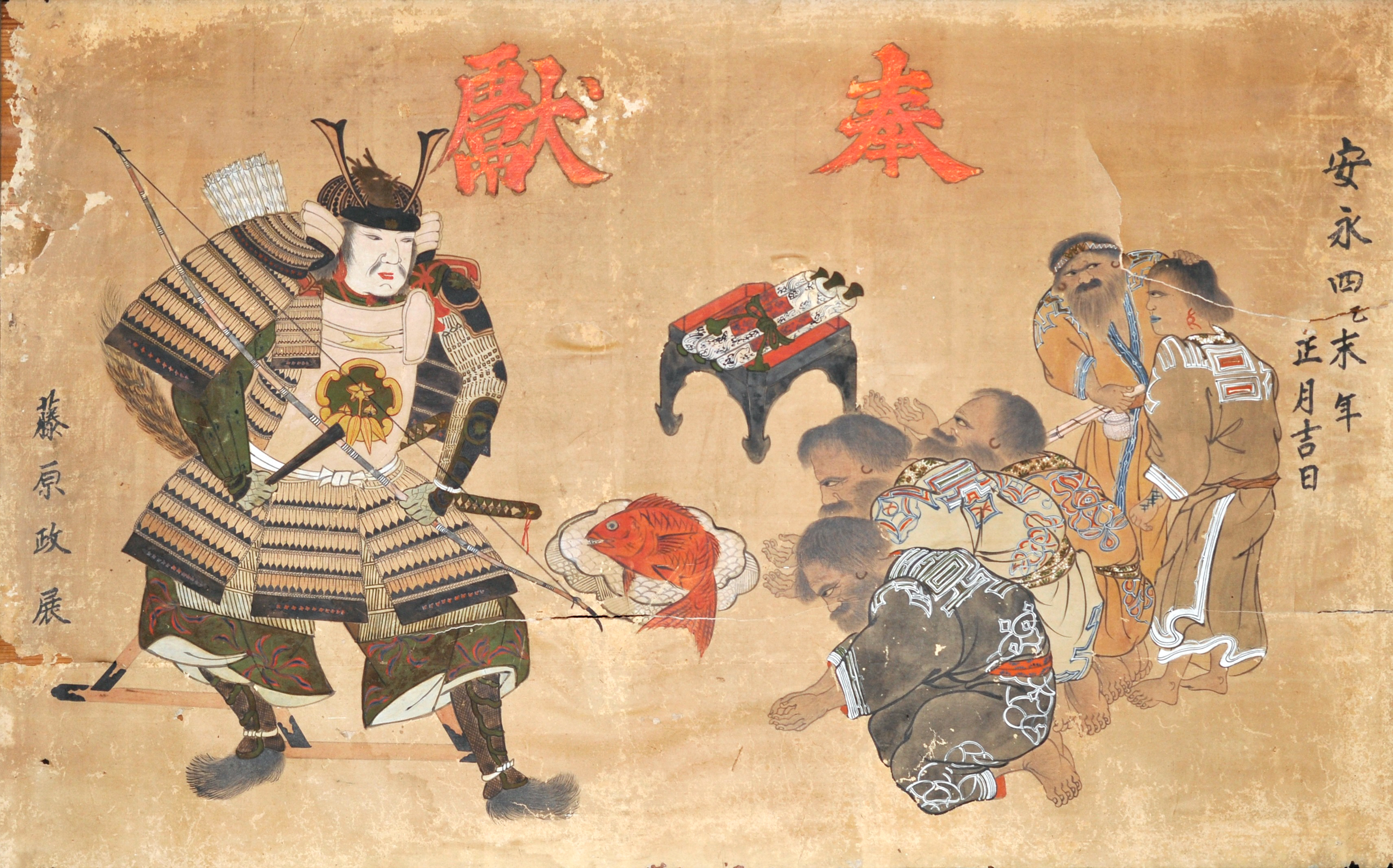
Samurái, 1775

Hubo numerosas revueltas por parte de los ainu contra el gobierno feudal. La última resistencia a gran escala fue la revuelta de Shakushain entre los años 1669-1672. En 1789, un movimiento menor, la rebelión de Menashi-Kunashir también se aplastó. Tras aquella rebelión, los términos "japonés" y "ainu" pasaron a referirse a dos grupos claramente distinguidos, y los Matsumae eran inequívocamente japoneses. En los años 1799-1821 y 1855-1858, el shogunato Edo tomó control directo sobre Hokkaido en respuesta a la posible amenaza desde Rusia.
En tiempos de la Restauración Meiji, el shogunato de Tokugawa se dio cuenta de que había necesidad de preparar las defensas septentrionales ante la amenaza de una posible invasión rusa y tomó el control de la mayor parte de Ezochi. El shogunato suavizó ligeramente el asunto de los ainu, pero no cambió su forma autoritaria de gobernar.
Hokkaido se conocía como Ezochi hasta la Restauración Meiji. Poco después de la guerra Boshin de 1868, un grupo de leales a Tokugawa dirigido por Enomoto Takeaki ocupó temporalmente la isla, pero la rebelión se aplacó en mayo de 1869. Ezochi fue subsecuentemente puesta bajo el control de Hakodate-fu (箱館府), el Gobierno Prefectural de Hakodate. Cuando se instauró la Comisión de Desarrollo (開拓使 Kaitakushi), el gobierno Meiji introdujo un nuevo nombre. Tras 1869, el norte de la isla se conoció como Hokkaido; y se establecieron divisiones regionales, incluyendo las provincias de Oshima, Shiribeshi, Iburi, Ishikari, Teshio, Kitami, Hidaka, Tokachi, Kushiro, Nemuro y Chishima.
El propósito primario de la comisión de desarrollo fue asegurar Hokkaido antes de que los rusos extendiesen su control oriental más allá de Vladivostok. Se puso a Kuroda Kiyotaka a cargo de dicha empresa. Su primer paso fue viajar a los Estados Unidos y reclutar a Horace Capron, Comisario de Agricultura del presidente Grant. Desde 1871 a 1873, Capron se esforzó por explicar la agricultura y minería occidentales. Capron, frustrado por los obstáculos interpuestos a sus esfuerzos, regresó a su hogar en 1875. En 1876, William S. Clark fundó una universidad de agricultura en Sapporo. Aunque solo se quedó un año, Clark dejó huella en Hokkaido, inspirando a los japoneses con sus enseñanzas en agricultura, así como en cristianismo. Sus últimas palabras antes de partir fueron: "¡Chicos, sed ambiciosos!" se pueden leer todavía hoy en edificios públicos de Hokkaido. La población de la isla se multiplicó de 58 000 a 240 000 en esa década.
En 1882, la Comisión de Desarrollo fue abolida y Hokkaido dividida en tres prefecturas (Hakodate, Sapporo y Nemuro). En 1886, las tres prefecturas se eliminaron y Hokkaido quedó bajo el control de la Agencia de Hokkaido (北海道庁 Hokkaidō-chō). Hokkaido se igualó a otras prefecturas en 1947, cuando la Ley de Autonomía Local se hizo efectiva. El Gobierno central japonés estableció la Agencia de Desarrollo de Hokkaido (北海道開発庁 Hokkaidō Kaihatsuchō) como una agencia del primer ministro en 1949 para mantener su poder ejecutivo en la isla. La Agencia fue absorbida por el Ministerio de Tierra, Infraestructura y Transporte en 2001. El departamento de Hokkaido y el departamento de Desarrollo Regional de Hokkaido (北海道開発局 Hokkaidō Kaihatsukyoku) del Ministerio todavía tienen notoria influencia en la construcción de proyectos públicos en Hokkaido.

## Geografía

### Relieve
En el centro podemos encontrar altas montañas del nivel de 2000 m, como la sierra Ishikari. La cordillera Daisetsu es una concentración de picos elevados. El monte Asahi de 2290 m es el punto más alto de Daisetsu y de Hokkaido. Hacia el sur de la sierra, se extiende la cordillera Hidaka. La sierra Ishikari y la cordillera Hidaka suponen un fuerte obstáculo para el tráfico terrestre en la isla. Hacia el norte se encuentran la sierra Kitami y la sierra Teshio. En el oeste y el este existen muchas otras montañas y volcanes, tanto activos como inactivos. Recientemente, el monte Usu entró en erupción en 2003.
- Sierra Ishikari - Montaña Daisetsu, Monte Asahi (2290 m), Monte Tokachi (2077 m), Monte Nipesotsu (2013 m), Monte Ishikari (1967 m)
- Cordillera Hidaka - Monte Horoshiri (2052 m), Monte Kamuiekuuchikaushi (1979 m), Monte Tottabetsu (1959 m)
- Sierra Yūbari - Monte Ashibetsu (1727 m), Monte Yūbari (1668 m)
- Sierra Kitami - Monte Teshio (1558 m)
- Sierra Mashike - Monte Shokanbetsu (1491 m)
- Sierra Teshio - Monte Pisshiri (1032 m)
- Monte Akan- Monte Me-akan (1499 m), Akan-Fuji (1476 m), Monte O-kan(1371 m)
- Shiretoko y Shari - Monte Rausu (1661 m), Monte Iou (1563 m), Monte Syari (1545 m)
- Monte Yotei (1898 m), Monte Eniwa (1320 m), Monte Usu (732 m)
- Monte Rishiri (1721 m, en la Isla Rishiri)

### Ríos
- Río Ishikari
- Río Toyohira
- Río Uryu
- Río Teshio
- Río Tokachi

### Lagos

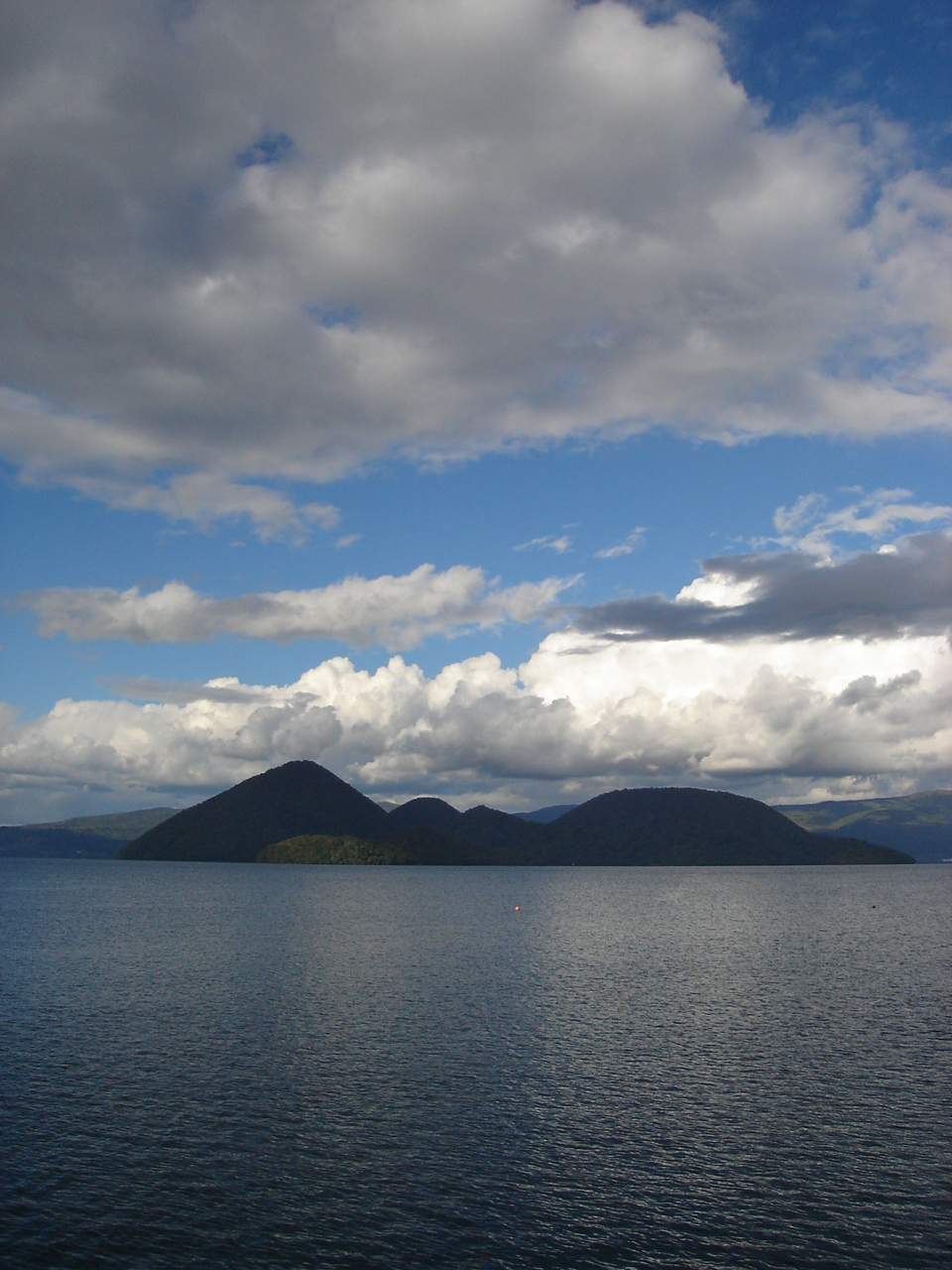
Lago Tōya, de origen volcánico

Las erupciones catastróficas del pasado geológico crearon algunos lagos de caldera: Shikotu, Toya, Kussharo, Akan, Masshu. Todos estos tienen aguas trasparentes y además acompañan a las aguas termales cercanas. Otro tipo de los lagos de Hokkaidō son las lagunas cercanas de mar. Ya casi todas las lagunas han desaparecido en Honshu y otras islas de Japón, pero en Hokkaido hay muchas lagunas grandes o pequeñas debido a su corta historia de explotación.
- Calderas - Lago Shikotsu, Lago Toya, Lago Kussharo, Lago Mashu, Lago Akan
- Lagunas - Lago Saroma, Lago Notori, Lago Abashiri, Lago Furen, Lago Atsukeshi, Lago Kutcharo

Hokkaido está dividida en cuatro partes:
- Circuito oriental (道東):
  - Abashiri (網走)
  - Shiretoko (知床)
  - Akanko (阿寒湖)
  - Kussharoko (屈斜路湖)
  - Mashuko (摩周湖)
  - Kushiro (釧路)
  - Obihiro (帯広)
  - Tokachigawa (十勝川)

- Circuito meridional (道南):
  - Hakodate (函館)
    - Yunokawa (湯の川)

  - Noboribetsu (登別)
  - Touyako (洞爺湖)

- Circuito central (道央):
  - Sapporo (札幌市)
    - Chūō-ku(中央区)
    - Kita-ku(北区)
    - Higashi-ku(東区)
    - Shiroishi-ku(白石区)
    - Toyohira-ku(豊平区)
    - Minami-ku(南区)
    - Nishi-ku(西区)
    - Atsubetsu-ku(厚別区)
    - Teine-ku(手稲区)
    - Kiyota-ku(清田区)

  - Otaru (小樽)
  - Jozankei (定山溪)
  - Shikotsuko (支笏湖)
  - Furano (富良野)
  - Biei (美瑛)
  - Asahikawa (旭川)
  - Sounkyo (層雲峡)

- Circuito septentrional (道北):
  - Wakkanai (稚内)

Existen aún muchos bosques sin perturbar en Hokkaidō, incluyendo:
- 6 parques nacionales:
  - 知床国立公園 Parque Nacional de Shiretoko
  - 阿寒国立公園 Parque Nacional Akan
  - 釧路湿原国立公園 Parque Nacional Kushiro Marshlands
  - 大雪山国立公園 Parque Nacional Daisetsuzan
  - 支笏洞爺国立公園 Parque Nacional Shikotsu-Toya
  - 利尻礼文サロベツ国立公園 Parque Nacional Rishiri-Rebun-Sarobetsu
- 5 cuasi parques nacionales (国定公園)
- 12 reservas naturales

## Clima

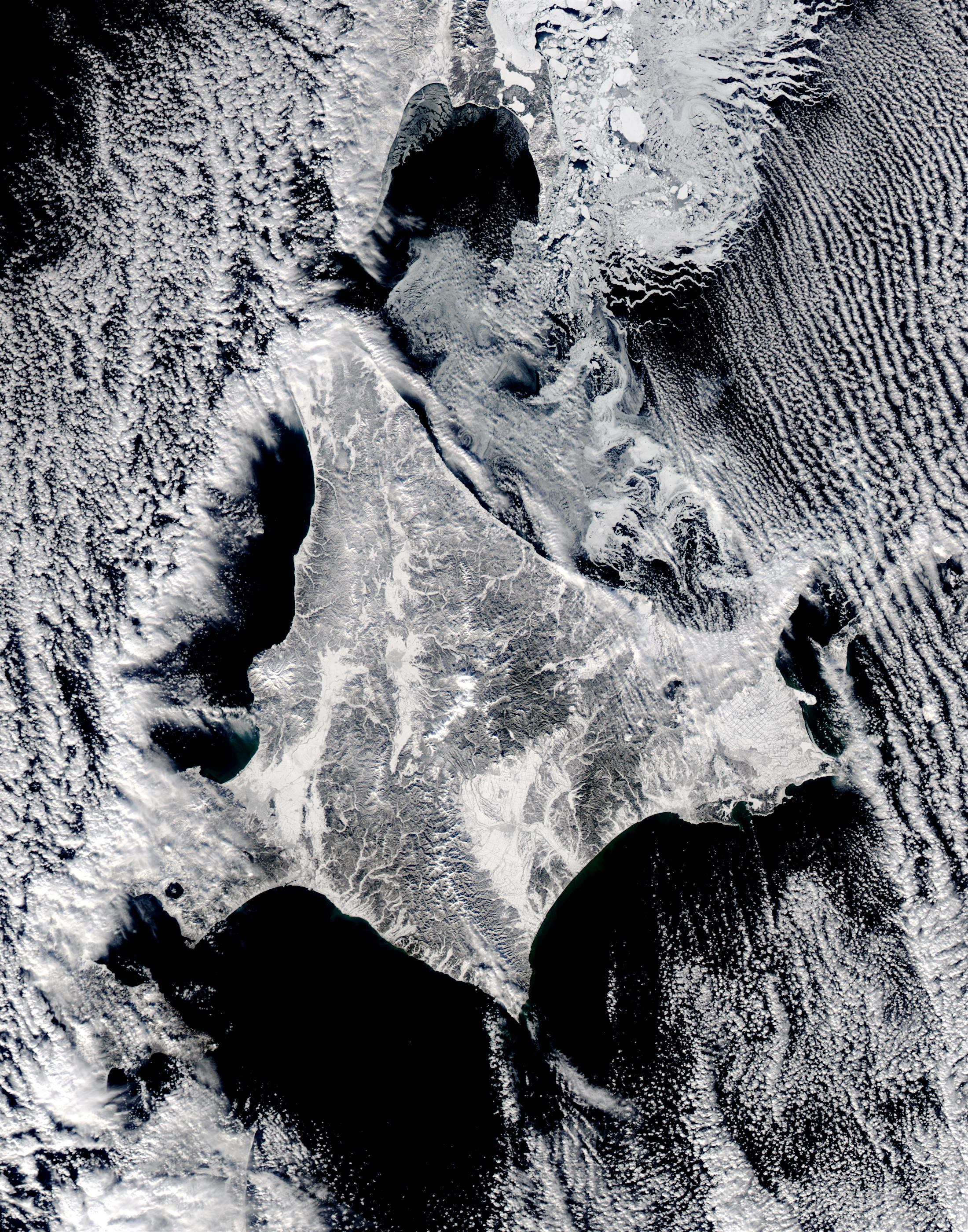
Imagen satelital de Hokkaidō en invierno.

Hokkaidō se conoce por sus veranos frescos y sus inviernos extremadamente fríos. La mayoría de la isla está afectada por la zona del clima continental húmedo (Clasificación Köppen Dfa (húmeda continental) en algunas áreas bajas, Dfb (hemiboreal) en la mayoría de las áreas). Las temperaturas promedio de agosto son de alrededor de 22 °C (72 °F) mientras que en enero, la temperatura alcanza los -12 °C a -4 °C (de 10 °F a 25 °F) dependiendo de la elevación y la latitud. La tendencia general en la isla es el aislamiento por tormentas de nieve que se traducen en bancos de nieve por un largo tiempo, en contraste con las constantes ráfagas observadas en la Región de Hokuriku.
A diferencia de otras grandes islas de Japón, Hokkaidō no está normalmente afectado por la estación lluviosa de junio-julio y la falta de humedad y el clima cálido pero no caluroso, hacen del verano una atracción para los turistas de otros lugares del país.
En invierno, las grandes nevadas y la abundancia de montañas hacen de Hokkaidō una de las zonas más populares para deportes de invierno. La gran nevada generalmente comienza a principios de noviembre y los centros de esquí (como Niseko, Furano y Rusutsu) están activos entre diciembre y abril.
En esta época, el pasaje del mar de Ojotsk se torna un poco complicado por los grandes trozos de hielo que se desprenden de la península de Kamchatka. Esto hace que haya un gran manto de hielo, semejante a los que se encuentran en la parte finlandesa de la costa báltica, pese a que se encuentra 20 grados de latitud más al sur.

## Hermanamientos
Hokkaidō tiene relaciones con varias provincias, estados, y otras entidades alrededor del mundo.
- 1980 –  Alberta
- 1980 –  Heilongjiang
- 1988 -  Massachusetts
- 1998 -  Óblast de Sajalín
- 2005 -  Busán
- 2006 -  Gyeongsang del Sur
- 2014 -  San Luis Potosí

## Deporte
Los Juegos Olímpicos de Invierno de 1972 se disputaron en Sapporo.
En 2001 se inauguró el Domo de Sapporo, un estadio techado de césped natural que albergó partidos de la Copa Mundial de Fútbol de 2002. Los Nippon-Ham Fighters de la Liga Japonesa de Béisbol Profesional juegan de local en el Domo de Sapporo desde 2004. En tanto, Hokkaido Consadole Sapporo juega en la segunda división del fútbol japonés.
Hokkaidō cuenta con un equipo en la Liga Japonesa de Baloncesto, los Levanga Hokkaido, y dos equipos en la Liga Asiática de Hockey sobre Hielo: Oji Eagles y Nippon Ensayo Cranes.